# Saad Tedjar
Saad Tedjar (Béjaïa, 14 gennaio 1986) è un ex calciatore algerino, di ruolo centrocampista.

## Palmarès

### Club

#### Competizioni nazionali
- Coppa d'Algeria: 1

JS Kabylie: 2010-2011